# Thymian-Widderchen

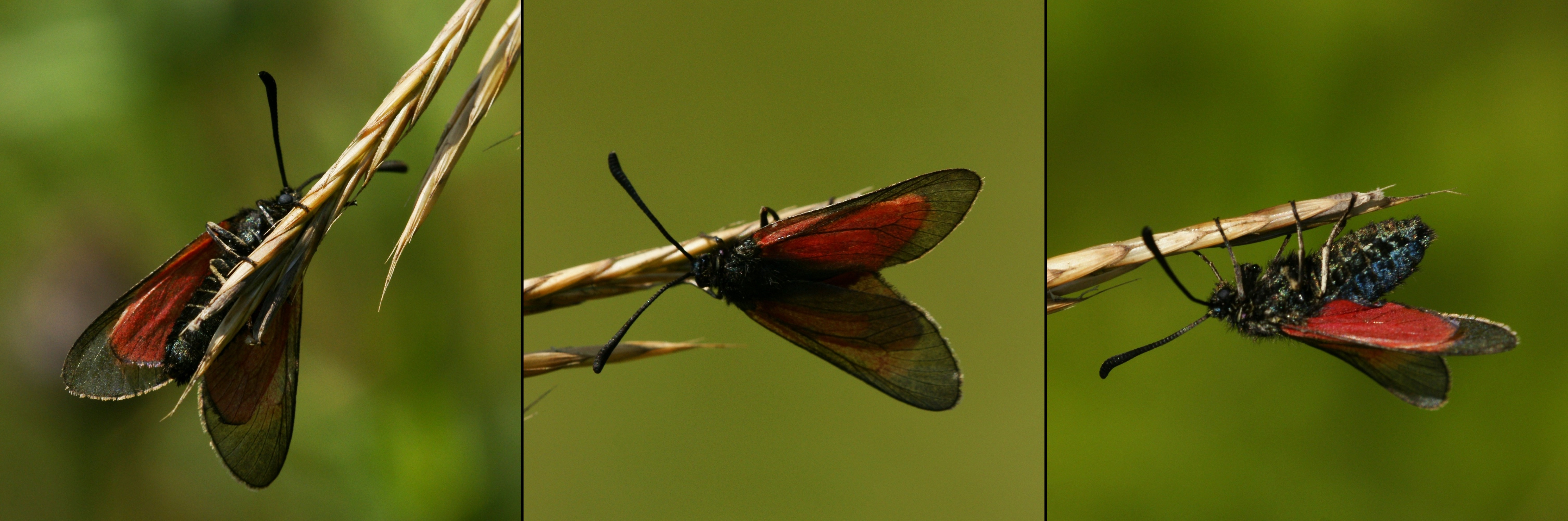
3 Seiten

Das Thymian-Widderchen (Zygaena purpuralis) ist ein Schmetterling (Nachtfalter) aus der Familie der Widderchen (Zygaenidae).

## Merkmale
Die Falter erreichen eine Flügelspannweite von 28 bis 35 Millimetern. Die Vorderflügel haben je drei breite, rote Längsstreifen, von denen der Mittlere, der zur Flügelspitze hinweist, am Ende beilförmig verbreitert ist. Die Fühler haben am Ende eine dicke abgestumpfte Keule. Die Weibchen besitzen eine weiße Halskrause, die Färbung der Bänder kann von einem leuchtenden Rot bis zu einem gelblichen Orange verändert sein. Als Falter kann diese Art vom Bibernell-Widderchen (Zygaena minos) nur durch eine Genitaluntersuchung unterschieden werden. Die Larven der letzteren Art unterscheiden sich jedoch deutlich durch ihre weißliche Färbung.
Die 27 bis 29 Millimeter langen Raupen sind graugelb, olivgrün oder bräunlich gefärbt. Sie haben auf jedem Segment oberseits vorne seitlich einen gelben und in der Mitte hinten einen schwarzen Punkt. An den Seiten des Körpers verläuft eine Reihe von kleinen schwarzen Punkten.

### Ähnliche Arten
- Bibernell-Widderchen (Zygaena minos)[1]

## Vorkommen
Sie kommen in Süd- und Mitteleuropa bis östlich zum Altai und in Großbritannien, insbesondere im Bergland bis über 2.000 Metern auf Kalkmagerrasen, Sandböden und an anderen warmen und sonnigen Orten vor. Sie sind in Süd- und Mitteldeutschland stellenweise sehr häufig, im Norden eher selten. Ihr Vorkommen ist stark zurückgegangen.

## Lebensweise
Die Falter sind in kleineren Gruppen auf Blüten zu finden. Sie bevorzugen vor allem violette Blüten wie z. B. Skabiosen, (Scabiosa), Zieste (Stachys) und Natternkopf (Echium), sind aber auch auf den gelben Blüten von Greiskräutern (Senecio) zu finden.

### Flug- und Raupenzeiten
Die Falter fliegen in einer Generation von Mitte Juni bis August. Die Raupen findet man ab August und nach der Überwinterung bis in den Juni.

### Nahrung der Raupen
Die Raupen ernähren sich vor allem von Wildem Thymian (Thymus serpyllum) aber auch von anderen Thymianen. Diese Widderchenart ist die einzige in Europa, deren Raupen weder Schmetterlingsblütler (Faboideae) noch Doldengewächse (Apiaceae) fressen.

### Entwicklung
Die Weibchen legen ihre gelben Eier in Häufchen auf der Unterseite der Thymianblätter ab. Nach etwa neun Tagen schlüpfen die Raupen. Sie leben nahe dem Boden und klettern am Abend nicht auf den Nahrungspflanzen nach oben. Die Verpuppung erfolgt in einem kahnförmigen Kokon am Boden. Dieser ist gelb bis braun, manchmal schwefelgelb, sehr selten weiß. Die Kokons von Zygaena minos sind dagegen schmutzig-weiß. Die Puppe selber ist schwarzbraun. Nach 18 bis 20 Tagen schlüpft der Falter.

## Systematik
Die beiden Arten Zygaena purpuralis und Zygaena minos bezeichnet man wegen ihrer Ähnlichkeit auch als purpuralis-Komplex. Beide Arten können durch Untersuchung der Genitalien zweifelsfrei voneinander getrennt werden, während eine habituelle Unterscheidung im Freiland nicht möglich ist. Hinzu kommt, dass beide Arten an vielen Fundorten oft zur gleichen Zeit vorkommen.

## Gefährdung und Schutz
- Rote Liste BRD: 3 (gefährdet).[4]